# 淡水門
淡水門（あわのみなと）は、『古事記』・『日本書紀』に記述されている古代地名である。｢淡｣は令制国の安房国のこと。律令制以前は阿波国造の領域で後に上捄国阿波評となり、養老2年（718年）に安房国として立国された。
『古事記』の景行天皇の段に｢此の（景行天皇の）御世に、田部を定め、又東（あづま）の淡水門を定め、又膳大伴部（かしわでのおおともべ）を定む｣とあり、『日本書紀』景行天皇53年10月条には｢（景行天皇は）上総国（かみつふさのくに）に至りて海路より淡水門を渡りたまふ。是の時に、覚賀鳥（かくかのとり。ミサゴのこと）の声聞ゆ。其の鳥の形を見さむと欲して、尋ねて海の中に出ます。仍（よ）りて白蛤（うむき）を得たまふ。是に、膳臣（かしわでのおみ）の遠祖、名は磐鹿六雁、蒲を以て手繦にして、白蛤を膾に為（つく）りて進（たてまつ）る。故、六雁臣の功を美（ほ）めて、膳大伴部を賜ふ｣とある。
『古事記伝』では安房国と相模国三浦郡御崎との間の海の入口である今日の浦賀水道としているが、『大日本地名辞書』では房総半島の館山湾としている。『高橋氏文』では、｢冬十月、上総国安房浮島宮に至ります。爾の時、磐鹿六鴈命従駕に仕へ奉りき｣と記している。この地は古代に東海道を相模国から上総国（安房）へ渡る海上交通の要所として注目されていたことが窺える。